# Brenda Chamberlain
Brenda Chamberlain (Bangor, Wales, 17. ožujka 1912. – Bangor, Wales, 11. srpnja 1971.) bila je velška umjetnica.

## Životopis
Brenda Chamberlain se u ranoj mladosti zainteresirala za slikanje i pisanje. Kada je završila školovanje u Walesu, otišla je posjetiti Kopenhagen. Tamo je prvi put vidjela djela Paula Gauguina i on je na nju značajno utjecao. 1931. odlazi pohađati umjetničku školu u Londonu. Ona i umjetnik John Petts tamo su se upoznali i vjenčali su se 1935. godine. Sljedeće godine preselili su se u Wales, ali su se 1943. razdvojili i nekoliko godina kasnije razveli.
Nakon kratkog boravka u Njemačkoj, 1947. Chamberlain se preselila na otok Bardsey gdje će ostati četrnaest godina. Inspiracija za mnoge njezine slike iz ovog vremenskog razdoblja potekla je od izolirane zajednice u kojoj je živjela. Njezino je pisanje uključivalo zbirku poezije 1958. i knjigu o otočnom životu koja je objavljena 1962. godine. Ubrzo nakon toga preselila se na grčki otok Hidra, provevši tamo otprilike pet godina, prije nego što se vratila kući u Wales gdje je preminula 1971. godine.